# Carlos de Rokha
Pour les articles homonymes, voir Carlos Diaz et Diaz.
Carlos de Rokha est un poète, conteur et peintre chilien né le 17 octobre 1920 à Valparaíso et mort le 29 septembre 1962 à Santiago. Représentant de la génération littéraire de 1938, Carlos de Rokha fut le plus jeune membre du grupo Mandrágora fondé par les poètes Teófilo Cid, Enrique Gómez Correa et Braulio Arenas.

## Biographie
Carlos de Rokha naît à Valparaíso le 17 octobre 1920 sous le nom de Carlos Díaz Anabalón. Fils de Carlos Díaz Loyola dit Pablo de Rokha et de Winétt de Rokha (en), il fait partie d'une famille d'artistes reconnus au Chili et comprenant également ses frères et sœurs Lukó, José, Pablo et Laura, entre autres.
Grand amateur d'Arthur Rimbaud, il est catalogué parmi les représentants de la génération littéraire de 1938, malgré la différence littéraire, thématique et stylistique.
Au cours de sa vie, il souffre de schizophrénie, maladie pour laquelle il fut interné de nombreuses fois en hôpital psychiatrique.
En 1961, son opus Memorial y LLaves fut récompensé par le prix des jeux municipaux Gabriela-Mistral de la municipalité de Santiago. En 1962 son œuvre Pavana del Gallo y el Arlequín remporte la même récompense.
Carlos de Rokha meurt le 29 septembre 1962 à Santiago, à l'âge de 42 ans d'une surdose de médicaments. La raison de sa mort fait encore débat, entre une ingestion accidentelle ou un suicide.
Sa mort affecte profondément son père, Pablo de Rokha, qui n'a jamais réellement pu se remettre de la mort de son fils. Dans sa Carte perdue à Carlos de Rokha, il écrit : « Le sceau du génie de Winett t'a suivi, comme un grand aigle de feu, depuis le berceau jusqu'à la tombe, mais il ne t'a pas influencé, car personne ne t'a influencé, sur la cime du monde. / Pardonne-moi de t'avoir donné la vie ».
Mahfúd Massís (époux de Lukó de Rokha, sœur du poète) a parlé de sa mort de la manière suivante : « Carlos était l'ange assoiffé, désintéressé, tourmenté, qui remplissait une seule fonction dans le monde, une seule, et pas une autre, une fonction principale, imposée par le destin de son organisation psychique et même physique, car tous ses traits accusaient le poète sans rachat possible. Il était ainsi, le poète irrémédiable, le poète sans salut, condamné depuis le début. Terrible, triste, enviable destin ».
Enrique Lihn lui dédie également une élégie appelée « Élégie à Carlos de Rokha », dans son livre édité en 1963, La Pieza oscura.
En 1964 est publiée sa première œuvre posthume, Memorial y llaves, suivie en 1967 d'une seconde, Pavana del Gallo y el Arlequín.
En 2004, Patricia Tagle, nièce de Carlos de Rokha, reçoit neuf millions de pesos chiliens (environ 12 600 €) du Fonds national du livre pour la publication des poèmes inédits, compilés en un total de dix cahiers, que possédait le poète.

## Œuvre
L'œuvre de Carlos de Rokha est réunie en tout sous quatre publications :
- Cántico profético al Primer Mundo, 1944 ;
- El orden visible, 1956 ;
- Memorial y llaves, 1964 ;
- Pavana del gallo y el arlequín, 1967 (seconde édition, 2002).

Enrique Lihn parle de cette diffusion réduite de son œuvre en ces termes : « la poésie de Carlos de Rokha est de celle qui sortiraient grandies si l'on faisait l'histoire, réellement, de notre littérature. De par ses caractères propres et irremplaçables l'œuvre de Carlos de Rokha contient toutes les inquiétudes expresivo-formelles qui ont participé au développement d'une petite, mais brillante tradition littéraire. »